# Kraków Tigers
I Kraków Tigers sono una squadra di football americano di Cracovia, in Polonia; fondati nel 2006, nel 2012 si sono fusi con i Kraków Knights per fondare i Kraków Kings. Sono stati rifondati nel 2015.

## Dettaglio stagioni

### Tornei nazionali

#### PLFA/PLFA I (primo livello)/Topliga
| Stagione | regular season | regular season | regular season | regular season | regular season | regular season | playoff | playoff | playoff | playoff | playoff | playoff   | playoff    |
|          | Vin            | Par            | Per            | Tot            | PF             | PS             | Vin     | Per     | Tot     | PF      | PS      | risultato | avversaria |
| -------- | -------------- | -------------- | -------------- | -------------- | -------------- | -------------- | ------- | ------- | ------- | ------- | ------- | --------- | ---------- |
| 2007     | 0              | 0              | 6              | 6              | 30             | 278            | -       | -       | -       | -       | -       | -         | -          |
| 2008     | 0              | 0              | 7              | 7              | 29             | 261            | -       | -       | -       | -       | -       | -         | -          |
| 2010     | 2              | 0              | 5              | 7              | 91             | 225            | -       | -       | -       | -       | -       | -         | -          |
| 2011     | 5              | 0              | 4              | 9              | 210            | 272            | -       | -       | -       | -       | -       | -         | -          |
| 2012     | 1              | 0              | 9              | 10             | 84             | 477            | -       | -       | -       | -       | -       | -         | -          |
| 2018     | 0              | 0              | 6              | 6              | 0              | 141            | -       | -       | -       | -       | -       | -         | -          |
| 2019     | 2              | 0              | 4              | 6              | 72             | 200            | -       | -       | -       | -       | -       | -         | -          |
| Totale   | 10             | 0              | 41             | 51             | 516            | 1854           | -       | -       | -       | -       | -       |           |            |

Fonti: Enciclopedia del Football - A cura di Roberto Mezzetti

#### PLFA II (secondo livello)
| Stagione | regular season | regular season | regular season | regular season | regular season | regular season | playoff | playoff | playoff | playoff | playoff | playoff         | playoff              |
|          | Vin            | Par            | Per            | Tot            | PF             | PS             | Vin     | Per     | Tot     | PF      | PS      | risultato       | avversaria           |
| -------- | -------------- | -------------- | -------------- | -------------- | -------------- | -------------- | ------- | ------- | ------- | ------- | ------- | --------------- | -------------------- |
| 2009     | 6              | 0              | 0              | 6              | 317            | 38             | 2       | 1       | 3       | 74      | 38      | Finale/Promossi | Lowlanders Białystok |
| Totale   | 6              | 0              | 0              | 6              | 317            | 38             | 2       | 1       | 3       | 74      | 38      |                 |                      |

Fonti: Enciclopedia del Football - A cura di Roberto Mezzetti

#### PLFA II (terzo livello)
| Stagione | regular season | regular season | regular season | regular season | regular season | regular season | playoff | playoff | playoff | playoff | playoff | playoff          | playoff            |
|          | Vin            | Par            | Per            | Tot            | PF             | PS             | Vin     | Per     | Tot     | PF      | PS      | risultato        | avversaria         |
| -------- | -------------- | -------------- | -------------- | -------------- | -------------- | -------------- | ------- | ------- | ------- | ------- | ------- | ---------------- | ------------------ |
| 2015     | 4              | 0              | 2              | 6              | 115            | 68             | 0       | 1       | 1       | 0       | 47      | Quarti di finale | Wrocław Outlaws    |
| 2016     | 5              | 0              | 1              | 6              | 184            | 49             | 0       | 1       | 1       | 6       | 30      | Quarti di finale | Panthers Wrocław B |
| 2017     | 1              | 0              | 5              | 6              | 80             | 158            | -       | -       | -       | -       | -       | -                | -                  |
| Totale   | 10             | 0              | 8              | 18             | 379            | 275            | 0       | 2       | 2       | 6       | 77      |                  |                    |

Fonti: Enciclopedia del Football - A cura di Roberto Mezzetti

### Riepilogo fasi finali disputate
| Anno            | Luogo    | Evento  | Fase del torneo  | Incontro                           | Risultato |
| 1º ottobre 2016 | Cracovia | PLFA II | Quarti di finale | Kraków Tigers - Panthers Wrocław B | 6 - 30    |